# Pátek třináctého 2
Pátek třináctého 2 (v anglickém originále Friday the 13th Part 2) je americký hororový film z roku 1981 režiséra Stevea Minera. Jedná se o druhý snímek z kultovní hororové série Pátek třináctého.

## Děj
Dva měsíce po konci Pátku třináctého je Alice Hardyová, jediná přeživší z masakru u Křišťálového jezera, zavražděna neznámým útočníkem.
O pět let později skupina mladých lidí přijede ke Křišťálovému jezeru na instruktorský kurz, který se odehrává nedaleko nyní uzavřeného kempu u Křišťálového jezera. Stejně jako před pěti lety varuje šílený Ralph příchozí, aby tam nechodili, ti ho stejně jako před pěti lety neposlechnou. Paul Holt, vedoucí skupiny, ostatním poví o tom, jak se Jason Voorhees utopil v jezeře a jak se z jeho matky stala vražedkyně a také, že někteří místní věří, že Jason je stále naživu, a proto střeží okolí tábora. Během vyprávění k nim přijde muž s kopím, ale ukáže se, že se jedná o Teda v masce. Paul pak tvrdí, že je Jason mrtvý.
Když šílený Ralph stojí u okna v táboře je zabit pomocí garoty. Další den Sandra a Jeff odejdou od ostatních a vydají se do kempu u Křišťálového jezera, který je nyní v havarijním stavu. Tam je dopadne policista, který je odvede zpět k Paulovi, který jim udělí malý trest - zakáže jim po večeři moučník. Když policista odjíždí, uvidí maskovaného muže, jak běží k táboru u Křišťálového jezera. Policista ho chce zatknout, ale muž uteče, policista ho pronásleduje. Mimo záběr je potom policista zezadu zabit.
Večer se většina ze skupiny budoucích instruktorů vydá do města na party. Šest z nich (Vickie, Mark, Sandra, Jeff, Terry a Scott) zůstane v táboře a je postupně zavražděno. Terry se jde vykoupat, Scott ukradne její oblečení, ale sám je chycen do pasti na zvířata. Terry si vezme své oblečení a slíbí mu, že ho dostane dolů. Když se Terry vrátí s nožem, Scott má rozříznutý krk. Když to uvidí, snaží se utéct, ale je také zavražděna.
Mark ve srubu v táboře čeká na Vickie, která se šla upravit, ale nakonec se rozhodne vydat ven zjistit, co se stalo, ale tulák ho sekne mačetou do obličeje, čímž ho zabije a pošle ho i s jeho kolečkovým křeslem dolů ze schodů. Vrah vstoupí do srubu a vydá se nahoru. Vstoupí do místnosti, kde jsou společně Sandra a Jeff v posteli, a oba je probodne, než si stačí všimnout, že tam je. Vickie se pak vrátí a najde Sandřinu a Jeffovu mrtvolu. Pak je také zavražděna.
Časem se do tábora vracejí Ginny a Paul. Ve stejnou dobu vrah táhne těla Sandry, Jeffa a Vickie ze schodů. Ginny a Paul objeví krev v posteli. Na Paula zaútočí osoba se zakrytou hlavou, Ginny křičí a utíká. Cestou najde tělo šíleného Ralpha a proskočí oknem.
Po zdlouhavé honičce Ginny narazí na srub, v jehož zadní místnosti nalezne provizorní oltář s hlavou Pamely Voorheesové. Okolo něj jsou rozházená těla nedávno zabitých i mrtvé Alice. Vrah je Jason Voorhees, který jako malý chlapec přežil své utonutí a celou dobu žil v lesích jako poustevník. Ginny si obleče svetr paní Voorheesové a přesvědčí Jasona, že je jeho matka, ale Jason si to uvědomí, když uvidí opravdovou hlavu své matky. Když se objeví Paul a bojuje s Jasonem, Ginny probodne mačetou Jasonovo rameno. Paul a Jinny uprchnou do svého srubu a věří, že je Jason mrtvý. Terryin pes Muffin přijde ke dveřím a Ginny ho zavolá. Vtom odmaskovaný Jason proskočí oknem a vytáhne Ginny ven. Ginny se pak probudí, zatímco je odnášena do sanitky, a ptá se po Paulovi. Neví se, jaký je Paulův osud.

## Obsazení
| Amy Steel           | Ginny Fieldová               |
| John Furey          | Paul Holt                    |
| Kirsten Baker       | Terri                        |
| Stu Charno          | Ted                          |
| Adrienne King       | Alice Hardyová               |
| Steve Daskawisz     | Jason Voorhees               |
| Warrington Gillette | Jason Voorhees (odmaskovaný) |
| Walt Gorney         | šílený Ralph                 |
| Marta Kober         | Sandra Dierová               |
| Tom McBride         | Mark                         |
| Bill Randolph       | Jeff                         |
| Lauren-Marie Taylor | Vicki                        |
| Russell Todd        | Scott                        |
| Betsy Palmer        | Pamela Voorhees              |
| Cliff Cudney        | Maxwell                      |
| Jack Marks          | policista                    |

## Výroba

### Přípravy
Po úspěchu prvního dílu Paramount Pictures začalo plánovat pokračování. Frank Macuso Sr. prohlásil: "Chtěli jsme, aby to byla událost, při které se do kina o té páteční noci přižene stádo studentů, aby vidělo poslední epizodu." Tvůrci brzy přišli s nápadem, že bude titul Pátek třináctého použit pro sérii filmů a každý rok bude uveden jeden. Filmy na sebe neměly plynule navazovat, mělo se jednat o oddělené snímky. Phil Scuderi udělal ve druhém filmu vraha z Jasona Voorheese, který se v prvním díle objevil pouze jako vtip. Steve Miner, vedoucí výroby prvního filmu, myšlenku přijal a rozhodl se režírovat první dvě pokračování, když to odmítl Sean S. Cunningham.

### Natáčení
Herec Steve Daskawisz, představitel Jasona, musel na pohotovost poté, co jej Amy Steel během natáčení zasáhla mačetou. Daskawisz měl na svém prostředníku 13 stehů. Prst byl potom zakryt a scéna natočena znovu. Další zranění měl Daskawisz kvůli nošení povlaku na polštář - ten mu tloukl do oka, a tak mu ho museli přilepit páskou v oblasti očí, čímž si herec způsobil popáleniny.